# Давід Коматц
Давід Коматц — австрійський біатлоніст, срібний медаліст чемпіонату світу. 
Срібну медаль чемпіонату світу 2021, що проходив у словенській Поклюці, Коматц виборов у змішаній естафеті у складі австрійської збірної.